# Povestea lui Rut
Povestea lui Rut (în engleză The Story of Ruth) este un film dramatic istoric american regizat de Henry Koster după un scenariu de Norman Corwin. A fost produs în Statele Unite ale Americii de studiourile 20th Century Fox și a avut premiera la 17 iunie 1960, fiind distribuit de 20th Century Fox. Coloana sonoră este compusă de Franz Waxman. Cheltuielile de producție s-au ridicat la 2.930.000 $. Filmul a avut încasări de 3.000.000 $ (vânzări în SUA/Canada).

## Prezentare
Prima parte a filmului se învârte în jurul lui Rut, prezentată ca o idolatrizată păgână în tinerețe, care este preoteasă și profesoară spirituală a unei tinere fete moabitence, Tebah, care este pregătită să fie sacrificată lui Chemosh, o zeitate moabită. Nemulțumită de coroana rituală creată pentru Tebah, pe motiv că este prea puțin strălucitoare, marea preoteasă Eleilat, împreună cu Rut, îl instruiesc pe Mahlon, meșter evreu, să refacă coroana cu bijuterii. Mahlon îi dă coroana lui Rut la templu, iar el începe să o facă să se îndoiască de existența lui Chemosh. Rut pune la îndoială religia ei și în cele din urmă se îndrăgostește de Mahlon, împărtășind un interes pentru monoteism.
Partea non-biblică se termină odată cu scena fetei moabitence care este sacrificată, de unde Rut fuge în suferință. Moabiții îi condamnă pe Mahlon, pe tatăl său Elimelec și pe fratele său Chilion. Chilion și Elimelec mor în închisoare, în timp ce pedeapsa lui Mahlon este să lucreze la carieră pentru tot restul vieții sale. Rut vine să-l elibereze pe Mahlon, dar el este rănit în timp ce fugă din carieră. El se căsătorește cu Rut într-o peșteră la scurt timp după aceea dar moare curând.
Povestea biblică începe cu Noemina (care a fost căsătorită cu Elimelec), Orfa (care a fost căsătorită cu Chilion) și Rut care sunt văduve. Cea de-a doua parte se bazează mai mult pe Cartea lui Rut, cu toate că adaugă o poveste secundară, cea a dezaprobării inițiale a Betlemițiilor față de trecutul păgân al lui Rut și cea mai apropiată rudenie a lui Noemina respingând-o pe Rut ca soție. Boaz, o altă rudenie a lui Elimelec și a lui Noemina, este cel care cere se căsătorește cu Rut. În finalul filmului, sunt citate versetele finale din Cartea Rutului:
„Și a luat Booz pe Rut și ea s-a făcut soția lui. Și intrând el la ea, Domnul i-a dat ei sarcină și a născut un fiu[...] Și a luat Noemina pe copilul acesta și l-a purtat în brațele sale și i-a fost doică. Iar vecinele i-au pus nume și au zis: "Noeminei i s-a născut fiu și i s-a pus numele Obed". Acesta este părintele lui Iesei, tatăl lui David. Regele”

## Distribuție

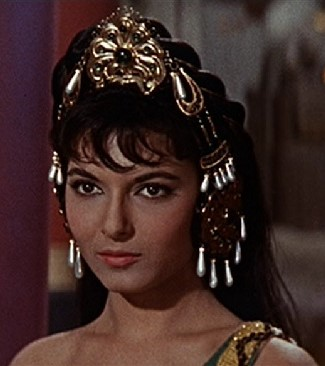
Elana Eden ca Rut

Rolurile principale au fost interpretate de actorii:

- Elana Eden - Rut
- Stuart Whitman - Boaz
- Tom Tryon - Mahlon
- Peggy Wood - Noemina  (Naomi)
- Viveca Lindfors - Eleilat
- Jeff Morrow - Tob
- Thayer David - Hedak
- Les Tremayne - Elimelec
- Eduard Franz - Jehoam
- Leo Fuchs - Sochin
- Lili Valenty - Kera
- John Gabriel - Chilion
- Ziva Rodann - Orfa
- Basil Ruysdael - Shammah
- John Banner - Regele din Moab
- Adelina Pedroza - Iduma
- Daphna Einhorn - Tebah
- Sara Taft - Eska
- Jean Inness - Hagah
- Berry Kroeger - Huphim
- Jon Silo - Tacher
- Don Diamond - Yomar